# Tjøme

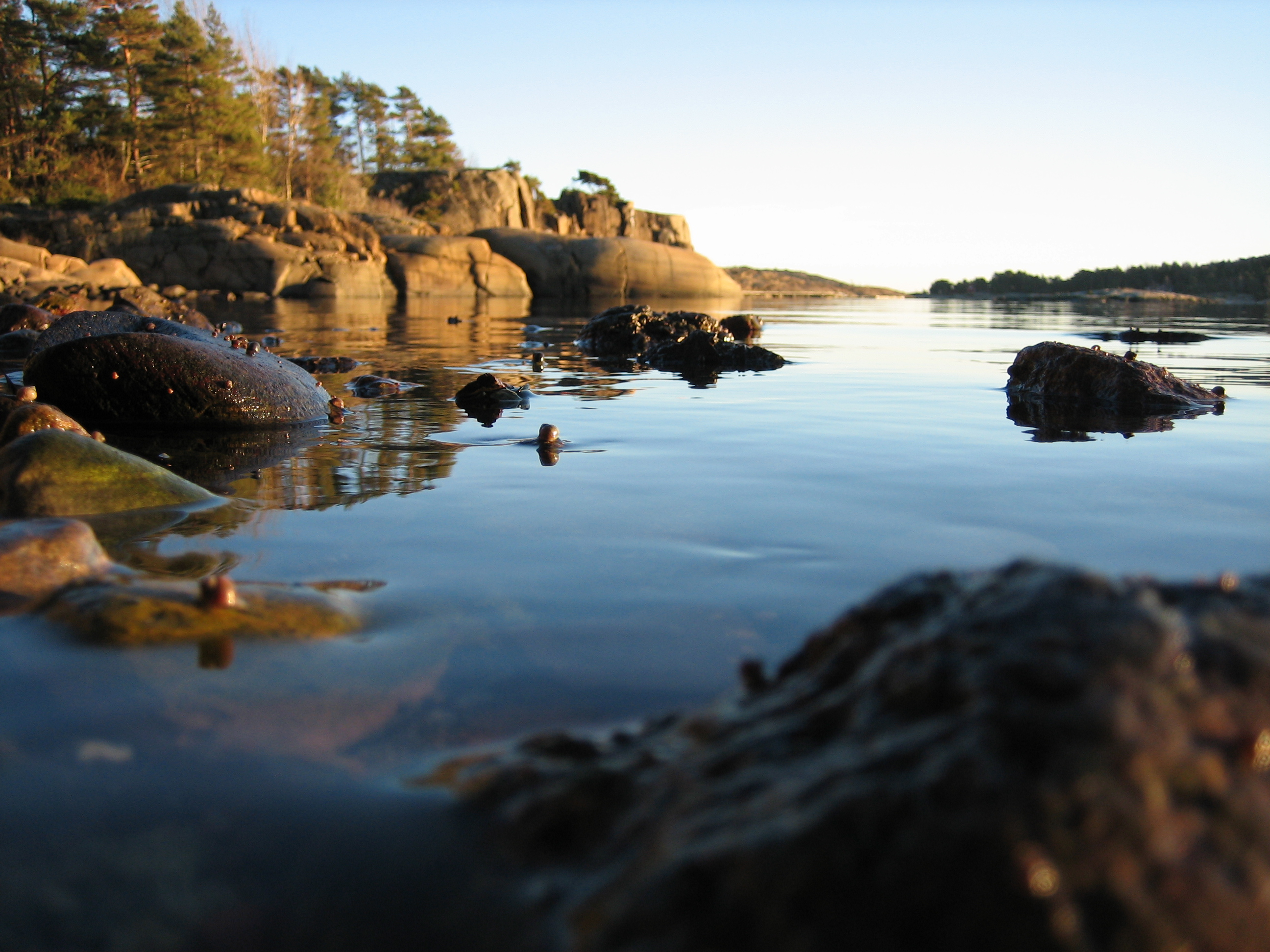
Abendlicht über Tjøme

Tjøme ist eine Insel (12 km lang, 24,5 km²) in der Kommune Færder in der norwegischen Provinz Vestfold.
Der Name der Insel stammt vermutlich vom norrønen tjúma, das von taumr („Seil, Tau“) abgeleitet sein kann. Der Name kann mit der langgestreckten Form der Insel zusammenhängen.
Bis 1. Januar 2018 bildete sie mit den Inseln Brøtsø (oder Brøtsøy) (1,9 km²) und Hvasser (3,6 km²) im Südosten eine eigenständige Kommune, bis sie mit der Nachbargemeinde Nøtterøy zusammengelegt wurde.
Weiterhin gehörten zur Kommune 475 kleinere oder größere Inseln oder Holme ohne ganzjährige Bewohnung, zum Beispiel die Inseln Sandø (oder Sandøy) (1,1 km²) und die Ferienkolonie Hudø (oder Hui). Ganz im Süden liegen die Tristein-Inseln (Tristein-øyene) mit dem Leuchtfeuer Færder fyr, das als südlicher Endpunkt des Oslofjordes gilt. Die Südspitze der Insel Tjøme, ein beliebtes Ausflugsziel, nennt sich Verdens Ende („Das Ende der Welt“).
Der Schriftsteller Hans Magnus Enzensberger lebte zeitweise auf Tjøme.